# Depil
Depil dansk Depli) er en færøsk bygd på østkysten af Borðoy og ligger ved Klaksvík – Viðareiði-landevejen ca. en kilometer før Hvannasund.
Navnet Depil (centrum) kommer muligvis af, at Depil er geografisk placeret i midten af de seks nordøer – Nordøerne. Med sine kun 5 indbyggere er bygden en af de mindste beboede bygder på Færøerne.
Den sidste beboer på den gamle gård Depilsgarðurin  fra 1823 flyttede juni 2006 hen til et nabohus, og gården skal nu restaureres og i fremtiden fungere som frilandsmuseum.
I nærheden af gården ligger der fundamentrester af et lille bønhus og et hus, der i middelalderen blev brugt til et sted hvor alvorlige syge, måske pestramte kunne tilbringe deres sidste tid.

## Depilsgarðurins hitorie
I begyndelsen af 1800-tallet, var der en tydelig tilbagegang i Depil. Den sidste bonde var flyttet. Jorden faldt i fremmede hænder, og halvdelen af den dyrkede indmark var blevet vildmark igen. Ved folketællingen i 1801 var der kun tre gamle mennesker tilbage, og i et tidsrum op til 1815, lå Depil ubeboet hen.
Efteråret 1815 flyttede Óli Árantson, f. 1766, og hans kone Anna Óladóttir fra Norðtoftir til Depil, og der kom igen liv i bygden. Guttorm Guttormsson fra Múli, byggede den ældste del af bondehuset i Depil i 1815. (Guttorm Guttormsson var søn af den navnkundige og trolddomskyndige Guttorm í Múla. Han forliste med båden fra Múli i 1828). Den øverste del af huset blev bygget af Tummas í Depli i 1823, og han skulle efter sigende have brugt drivtømmer til arbejdet.
Den sidste beboer på den gamle gård Depilsgarðurin  fra 1823 flyttede juni 2006 hen til et nabohus.

## Frilandsmuseet
Depilsgarðurin giver de besøgende et indblik i det færøske folks traditioner og livsstil gennem århundreder. Der er forskelliige Udstillinger  fra traditionelt tøj til redskaber, der bruges af lokalbefolkningen. Museet giver desuden indblik i færingernes hverdag lige fra fiskeri til landbrugsteknikker.
- Gården i Depil omkring 1960
- Gården i Depil
- Færøsk frimærke fra 1987
- Den sidste beboer